# Шторм (хокейний клуб)
ХК «Шторм» — український хокейний клуб з Одеси. Виступає у чемпіонаті України з хокею.

## Історія клубу
22 лютого 2020 року ХК «Шторм» провів свою першу товариську зустріч у Білгород-Дністровському проти місцевої команди «Аккерман». Тривалий час «Шторм» грав товариські матчі, виступав у чемпіонаті області та брав участь у аматорських внутрішніх турнірах
Навесні 2024 року було офіційно зареєстровано юридичну особу — ГО хокейний клуб Шторм-Одеса.
Хокейний клуб «Шторм» заявився на участь у чемпіонату України сезону 2024/25 років. Головним тренером команди було назначено Олександра Бобкіна, який у попередні сезони тренував херсонський «Дніпро». Разом з тренером до команди перейшла велика кількість досвідчених гравців з «Дніпра».
Перший у своїй історії офіційний матч «Шторм» зіграв під час розіграшу національного кубку, у якому одеська команда в результаті одразу ж сенсаційно виграла престижний трофей. Спочатку у чвертьфіналі «Шторм» переграв титулований столичний клуб «Сокіл» з рахунком 4:1, а у півфіналі переміг і діючого на той момент володаря кубка — ХК «Кременчук» з рахунком 3:2. У вирішальній фінальній грі одесити впевнено декласували київську команду «Тризуб», закинувши у їх ворота шість шайб. За підсумками турніру Едуард Захарченко став кращим воротарем, Микита Сидоренко став кращим бомбардиром, а капітана команди Євгена Ратушного було названо MVP турніру.

## Досягнення
- Кубок України
  -  Володар (1) : 2024

## Поточний склад
| №  | Поз. | Нац.    | Гравець            |
| -- | ---- | ------- | ------------------ |
|    | ВР   | Україна | Микита Гордюшин    |
| 90 | ВР   | Україна | Валентин Попережай |
| 40 | ВР   | Україна | Максим Сулютін     |
| 24 | ЗХ   | Україна | Руслан Бойко       |
|    | ЗХ   | Україна | Гліб Варава        |
|    | ЗХ   | Україна | Микита Кругляков   |
| 6  | ЗХ   | Україна | Сава Новіков       |
| 13 | ЗХ   | Україна | Артем Портной      |
| 26 | ЗХ   | Україна | Євген Ратушний     |
| 19 | ЗХ   | Україна | Антон Стоцький     |
| 28 | ЗХ   | Україна | Богдан Трущенко    |
| 96 | НП   | Україна | Валентин Алексюк   |
| 11 | НП   | Україна | Назар Даниленко    |
| 29 | НП   | Україна | Дмитро Кобильник   |

| №  | Поз. | Нац.    | Гравець            |
| -- | ---- | ------- | ------------------ |
| 10 | НП   | Україна | Ілля Крикля        |
| 47 | НП   | Україна | Максим Курах       |
|    | НП   | Україна | Владислав Куцевич  |
| 23 | НП   | Україна | Дмитро Мосюк       |
| 27 | НП   | Україна | Віктор Ніконов     |
| 33 | НП   | Україна | Іван Омельчук      |
| 37 | НП   | Україна | Сергій Пойманов    |
| 88 | НП   | Україна | Анатолій Певука    |
| 12 | НП   | Україна | Дмитро Сапожник    |
| 22 | НП   | Україна | Микита Сидоренко   |
| 92 | НП   | Україна | Даниїл Скороход    |
| 72 | НП   | Україна | Сергій Стецюра     |
|    | НП   | Україна | Святослав Тимченко |